# HBOS
HBOS は2001年から2009年まで存在した、イギリスの金融保険グループ。
公式にはHBOSはなんらかの略称ではないとされるが、一般には Halifax Bank of Scotland のイニシャルだとされる。HBOSの本部はスコットランドのエディンバラにあり、ここはかつてのスコットランド銀行の本部であった。HBOSは2001年に住宅金融組合から銀行に転換したハリファックスと、スコットランド銀行が合併して誕生した。HBOSは総資産から見ると英国第5位の銀行であり、住宅ローンの貸し手では最大手であった。
ロイズTSBによって買収され、2009年1月19日よりロイズ・バンキング・グループの一部となった。